# Departamento de Caaguazú
Caaguazú (en guaraní: ka'aguasu) es uno de los diecisiete departamentos que, junto con Asunción, Distrito Capital, forman la República del Paraguay. Su capital y ciudad más poblada es Coronel Oviedo. Ubicado en el centro de la región oriental del país, limita al norte con San Pedro y Canindeyú, al sur con Guairá, al sudeste con Caazapá, al este con Alto Paraná y al oeste con Cordillera. Con 431 519 habitantes en 2022 es el cuarto departamento más poblado, por detrás de Central, Alto Paraná e Itapúa.

## Historia
La zona que hoy ocupa este departamento, durante los siglos XVI y XVII fue escenario de incursiones de bandeirantes portugueses y los indios guaicurú, lo que causó que por mucho tiempo estuviese desolada.
En el siglo XVIII empezó a poblarse. En 1712 se fundó la Villa de San Isidro Labrador de Curuguaty, por Juan Gregorio Bazán de Pedraza; luego se fundaron, en 1715, Ybytimí, en 1746 San Joaquín, en 1770 Carayaó.
En 1906 se creó el V departamento, Yhú, que incluía los partidos de Yhú, como capital del departamento, Ajos, Carayaó, San Joaquín y Caaguazú.
En 1945 con la reorganización territorial, se le dio el nombre de Caaguazú y se extendió su territorio al noroeste. En 1973 se delineó finalmente el territorio, la superficie y los límites actuales así como los distritos.

## Geografía
Se sitúa en el centro este de la Región Oriental, entre los paralelos 24°30′y 25°50′de latitud sur y entre los meridianos 55°0′y 56° 45 de latitud oeste.
Sus límites son:
- Al norte: con los departamentos de San Pedro y Canindeyú.
- Al este: con el departamento de Alto Paraná.

- Al oeste: con los departamentos de Cordillera y Paraguarí.

- Al sur: con los departamentos de Guairá y Caazapá.

### Clima
El clima que predomina es el subtropical(cerca del límite con el tropical), con abundantes lluvias. La máxima media es de 31 °C en verano y en invierno puede llegar hasta los 10 °C, es una de las mejores zonas para la agricultura del país.

### Orografía y suelos

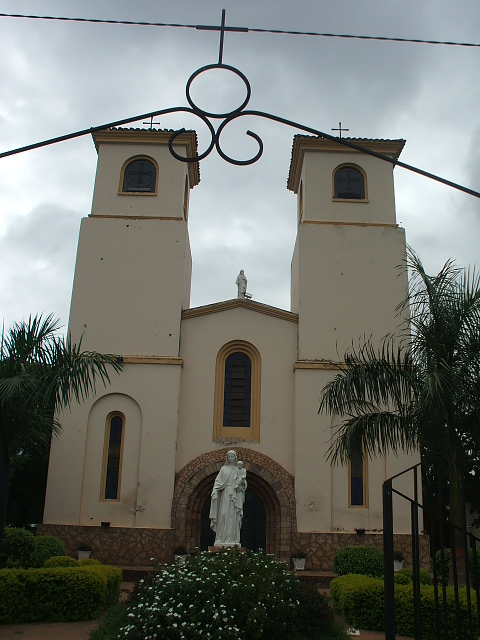
Iglesia católica de Coronel Oviedo Capital.

La Cordillera de Caaguazú atraviesa el departamento de norte a sur. 
Las sierras que la conforman son: San Joaquín, en San Joaquín y en Yhú, Tajao Paú, Carayaó y Caaguazú, entre Carayaó y Cnel. Oviedo. 
La altura de las sierras de San Joaquín no superan los 200 metros, hacia el este el terreno se eleva y alcanza los 250 m s. n. m. .
Hacia el oeste las formaciones son de origen fluvial y glaciar del Carbonífero, con suelos de areniscas y tilitas. 
Al este, los suelos también de origen fluvial, lacustre, deltaico y marino correspondiente al Pérmico con contenido de areniscas eólicas del Triásico en las sierras, en las que predominan las arenas cuarzosas.
Cuenta con suelos de areniscas y basaltos, además de serranías y praderas para la ganadería.
La geomorfología de la zona se caracteriza por sucesión de valles, intercalados con tierras elevadas de orientación norte – sur. En el norte son tierras bajas con extensos campos de pastoreo. Al este, los terrenos son altos con bosques raleados y yerbales naturales.
El suelo es explotado para la agricultura.

### Hidrografía
Los importantes cursos de agua que cruzan el departamento están formados de la siguiente manera: la vertiente del Río Hondo, Tobatiry. La vertiente del Río Paraná es el Río Acaray, Monday–mi, Yguazú, Capiibary y Guyraungua.
La hermosa naturaleza de esta ciudad de las Tres ecorregiones abarca el departamento de Caaguazú, la Selva Central en el centro del departamento; el Alto Paraná en la zona este y el Litoral Central en el oeste.
La actividad forestal es la ocupación principal de la región; provee de materia prima a la industria maderera de la zona y el tráfico de rollos, esta es una de las zonas más afectadas por la deforestación.
Algunas especies en vías de extinción son el yvyra paje, el nandyta, el cedro y la tumera aureli; en cuanto a la fauna, las especies en extinción son la tirica, el jaguareté y el arira´y.

## Demografía
| Población Histórica del Departamento de Caaguazú | Población Histórica del Departamento de Caaguazú | Población Histórica del Departamento de Caaguazú |
| Año                                              | Habitantes                                       | Fuente                                           |
| ------------------------------------------------ | ------------------------------------------------ | ------------------------------------------------ |
| 1950                                             | 71 699                                           | Censo paraguayo de 1950                          |
| 1962                                             | 125 138                                          | Censo paraguayo de 1962                          |
| 1972                                             | 210 858                                          | Censo paraguayo de 1972                          |
| 1982                                             | 299 437                                          | Censo paraguayo de 1982                          |
| 1992                                             | 386 412                                          | Censo paraguayo de 1992                          |
| 2002                                             | 435 357                                          | Censo paraguayo de 2002                          |
| 2012                                             | 518 218                                          | Censo paraguayo de 2012                          |
| 2022                                             | 430 142                                          | Censo paraguayo de 2022                          |

## Organización administrativa
El departamento sufrió varias modificaciones durante las organizaciones territoriales del paraguay durante el Siglo XX.
Algunas de estas modificaciones son:
En 1906 se creó el V departamento, Yhú, que incluía los partidos de Yhú, como capital del departamento, Ajos, Carayaó, San Joaquín y Caaguazú.
Tenía como cabecera del departamento a la Ciudad homónima, y contaba con extensos montes particulares del Caaguazú.

En 1945 con la reorganización territorial, se le dio el nombre de Caaguazú y se extendió su territorio al noroeste. En 1973 se delineó finalmente el territorio, la superficie y los límites actuales así como los distritos.
No fue hasta 1973, año en que la organización territorial cambio con la creación del departamento de Canindeyú, en donde el departamento de Caaguazu sufrió un gran desprendimiento de territorios hacia el norte del mismo.
En 1992 se establecieron los actuales límites con una nueva constitución y órdenes administrativos, repudiando totalmente la autocracia del último gobierno.

El departamento se divide territorialmente en distritos, siendo los siguientes municipios distritales:

## Economía

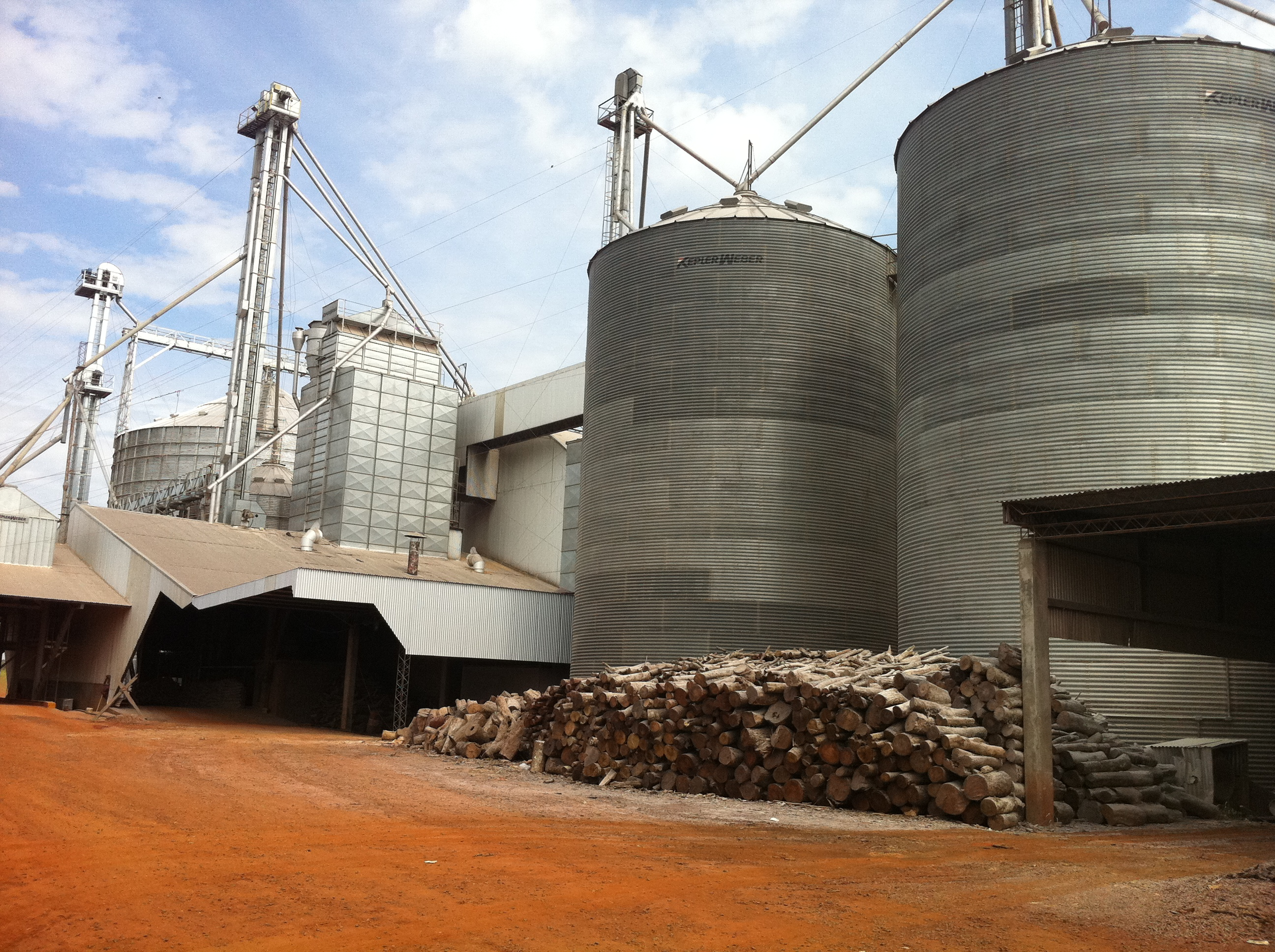
Silos de grano.

Caaguazú es el primer productor nacional de mandioca y el segundo en algodón. Los pobladores también se dedican a la ganadería y los cultivos agrícolas. Es también el segundo productor de caña dulce y el cuarto en producción de maíz.
En cuanto a las industrias los principales rubros son las desmotadoras de algodón, aceiteras y aserraderos de madera, la industria de muebles artesanales, procesamiento lácteo con las empresas Lactolanda y La Fortuna, teniendo en cuenta que el distrito de Dr. Juan Eulogio Estigarribía Ex-Campo 9 viene proyectándose para ser el principal proveedor de lácteos y derivados del Paraguay, a través de una nueva y dinámica cuenca lechera. 
Existen otras grandes industrias exitosas como “Molinos Colonial”, “Hilagro”, “Sol Blanca” “F.H. Friesen Hermanos”, “Sem-Agro S.R.L., “Molinos Bergthal” ”Industrias Alimenticia Apetit S.A.", "MOLIPAR Molinos del Paraguay","Almisur S.A.", "Schroeder Cia S.A" frigorífico de pollos "Granjeros Campo 9" y Hildebrand S.A. Filet de Tilapias para exportación Menno Pez viene destacándose en el mercado nacional.
Se resalta que el departamento figura como uno de los que mayor rendimiento obtiene (KG/HA) en el cultivo de stevia en Paraguay.
Como está ubicado en un cruce de rutas, uniendo todos los puntos cardinales del país, se constituye en un importante centro comercial.

## Comunicación y Servicios

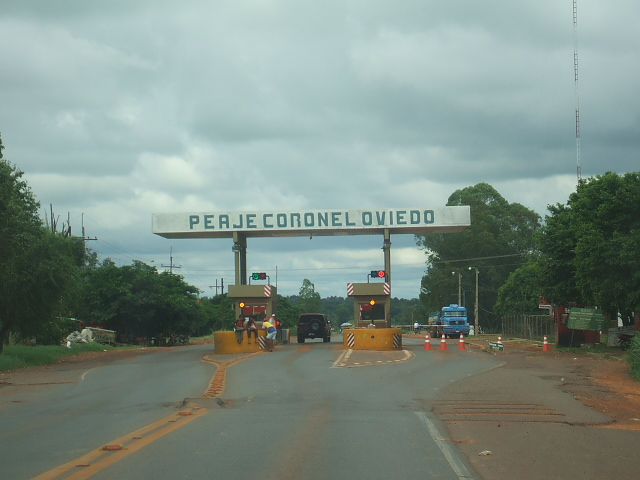
Peaje de Coronel Oviedo, a metros de la entrada a Nueva Londres.

Actualmente una de las principales vías de comunicación terrestre es la ruta  PY02 que atraviesa el departamento de este a oeste, comunicando a Coronel Oviedo con Asunción y Ciudad del Este.
Así como la ruta  PY08 que atraviesa al departamento de norte a sur, que conecta a la capital departamental con ciudades como San Estanislao, Caazapá, y Villarrica.
La vía terrestre es la más utilizada como vía de comunicación.
Para máquinas pequeñas aéreas se utilizan pistas de aterrizaje.
Cuentan además con telefonía para más de 10.300 líneas, radioemisoras en AM: Radio Excélsior, Tajy, Coronel Oviedo, La Voz del Este; en FM: Seguritec Ingeniería SA, Horizonte, Centenario, Lo Mita, Radio Mensajero, Radio Clásica, América, Alborada, entre otras. También existen canales de televisión.

## Salud
En todo el territorio hay 65 establecimientos sanitarios entre hospitales, puestos y centros de salud.
Coronel Oviedo, el distrito capital y principal ciudad del Departamento de Caaguazú, cuenta con el nosocomio local más importante, denominado Hospital Regional, que responde al Ministerio de Salud de Paraguay, y otro en construcción, que será el Hospital General de Coronel Oviedo, proyectado a ser el más complejo de la región y servirá de Hospital universitario para la facultad de medicina de la Universidad Nacional de Caaguazú.

## Educación

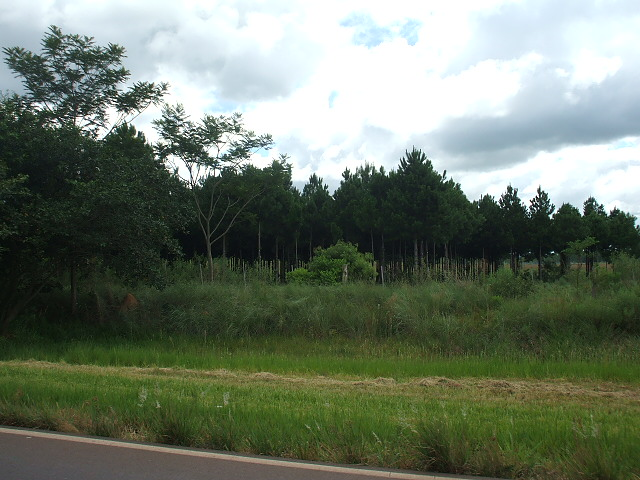
Bosque para Reforestación en San José de los Arroyos.

Se encuentran 589 instituciones de nivel inicial, 913 de educación escolar básica y 151 de educación media.
La Universidad Nacional de Asunción desarrolla allí la Facultad de Ciencias Económicas y la Administración, una filial de Politécnica con la carrera Programador de computadora, una filial de Filosofía con Ciencias de la Educación, y la filial de Derecho con la carrera de Abogado, así como el Instituto Andrés Barbero para cursar enfermería y obstetricia.
La  Universidad Católica por su parte cuenta con una subsede en la ciudad de Caaguazú; y otra en Coronel Oviedo; con las carreras de Agronomía, Veterinaria, Ciencias Jurídicas, Pedagogía con énfasis en diferentes áreas, Administración de Empresas, Profesorado en Educación Parvularia. 
La Universidad Nacional del Caaguazú (UNCA), con diferentes facultades, como la de Ciencias Médicas, Ciencias de la Salud, Ciencias Tecnológicas en sus áreas de Ing. Informática y Electrónica, Administración de Empresas y otras. 
También existen Universidades Privadas como UNINORTE, UPAP, UTIC, UTCD, UNISAL, UNICHACO y Universidad San Agustín.